# Szombierki
Szombierki (Duits: Schomberg) is een stadsdeel van de Poolse stad Bytom. 

## Geschiedenis

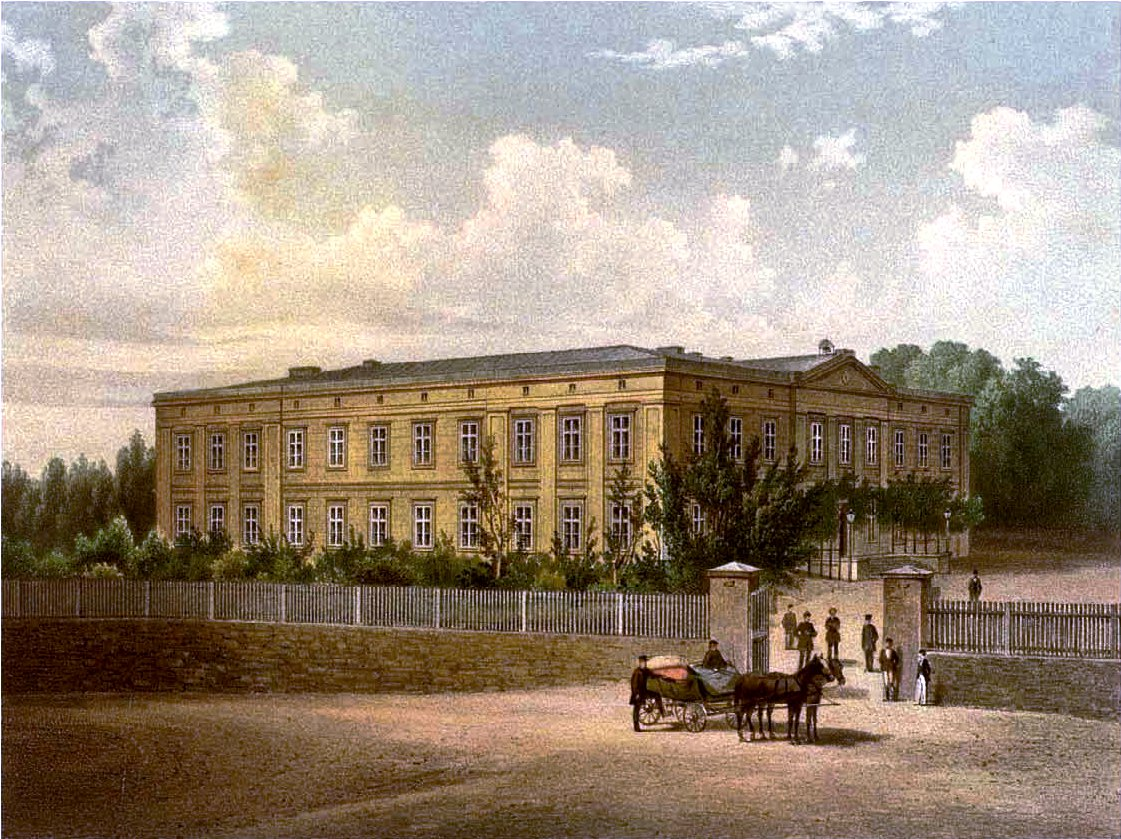
Schloss Schomberg omstreeks 1900

Het plaatsje Schomberg was in de negentiende eeuw een klein dorpje. Nadat de steenkoolmijn in gebruik genomen werd groeide de bevolking in 1905 tot 3837 inwoners. Bij het volksplebisciet over de toekomst van het dorp koos een grote meerderheid voor aanhechting aan Polen, echter omdat het aangrenzende Beuthen voor Duitsland koos en men geen exclaves wilde bleef Schomberg, waar een Poolse meerderheid woonde toch deel van het Duitse rijk. In 1933 waren er 8081 inwoners. 
Na de Tweede Wereldoorlog werd Opper-Silezië Pools en werd Schomberg omgedoopt in Szombierki. Het Schloss Schomberg werd dat jaar verwoest. In 1948 werd de naam gewijzigd in Chruszczów (deze naam werd gebruikt tot in de jaren negentig). In 1951 werd het een stadsdeel van Bytom. 
Szombierki is de thuishaven van de voetbalclub Szombierki Bytom, die in 1980 landskampioen werd, intussen is de club weggezakt in de anonimiteit. 